# Agrotis wittmeri
Agrotis wittmeri là một loài bướm đêm trong họ Noctuidae.